# Музей-садиба Ігоря Стравінського
Музей-садиба Ігоря Стравінського  — пам'ятка історії національного значення міста Устилуга центр Устилузької міської територіальної громади Володимирського району Волинської області. Заснований у 2013 році.

## Історія
Будинок, в якому знаходиться музей, був збудований у 1907 році. Проєкт будівлі розробив сам композитор Ігор Стравінський. У ньому жила вся його сім'я. Стравінський прожив в цьому будинку не довго. Він працював в Устилузі кожного літа з 1907 по 1914 роки. Тут він написав найкращі свої твори. Ігор називав містечко Устилуг куточком раю для творчості.
Після Першої світової війни сім'я переїхала жити в інше місце. Власниками будівлі були різні люди, будинок зазнав багато перебудов. До Другої світової війни тут жив польський суддя, потім була німецька комендатура, гуртожиток, будинок творчості й культури, музична дитяча школа. Відповідно, до всіх цих потреб ця споруда часто перебудовувалась. Також змінювалась і переплановувалась територія навколо садиби. Перша музейна експозиція почала діяти у 1990 році. Але приміщення потребувало реставрації та ремонту. В процесі перебудови змінили експонати, відобразили родовід Стравінських і додали інші матеріали. У вересні 2013 року, після тривалої реконструкції та реставрації, музей був урочисто відкритий. Під час відновлення було відтворено оригінальний вид будівлі, яку вона мала від початку свого створення.

## Експонати
Серед експонатів представлені:
- альбом малюнків про Україну батька композитора — Федора Стравінського
- фотографії родини Стравінських
- малюнки авторства композитора
- листи старшого сина композитора Федора Стравінського
- рояль Becker кінця 19 століття